# Kalîtînți, Horodok
Kalîtînți (în ucraineană Калитинці) este un sat în comuna Ostapkivți din raionul Horodok, regiunea Hmelnîțkîi, Ucraina.

## Demografie
Componența lingvistică a localității Kalîtînți
     Ucraineană (100%)
Conform recensământului din 2001, toată populația localității Kalîtînți era vorbitoare de ucraineană (100%).